# Ivan Hladík (fotbalista)
Ivan Hladík (* 30. ledna 1993 v Myjavě) je slovenský fotbalový obránce, hráč klubu Stal Stalowa Wola. Je bývalým slovenským mládežnickým reprezentantem.

## Klubová kariéra
Svoji fotbalovou kariéru začal ve Spartaku Myjava, odkud v průběhu mládeže přestoupil nejprve do AAC Sparta Trenčín (akademie Sparty Praha) a poté do FK Senica.

### FK Senica
V červenci 2010 se propracoval do prvního mužstva. Ve slovenské nejvyšší soutěži debutoval pod trenérem Stanislavem Grigou v ligovém utkání 2. kola 23. července 2011 proti ŠK Slovan Bratislava (prohra Senice 2:3), když ve 43. minutě vystřídal Jana Kalabišku. Od léta 2012 působil na hostování v jiných klubech. V červnu 2015 se vrátil do Senice. Sezónu 2015/16 odehrál v Senici.

### TJ Baník Ružiná (hostování)
Před ročníkem 2012/13 zamířil na hostování do tehdy druholigového klubu TJ Baník Ružiná. Po roce klub sestoupil do 3. ligy. Hráč za tým odehrál 31 střetnutí, ve kterých vsítil jeden gól.

### MFK Vrbové (hostování)
V létě 2013 odešel hostovat do klubu MFK Vrbové. V týmu strávil půl roku.

### MŠK Rimavská Sobota (hostování)
V únoru 2014 odešel na hostování do Rimavské Soboty. V klubu strávil jeden a půl roku. Během této doby vstřelil 2 góly ve 37 zápasech.

### FC Spartak Trnava
V červnu 2016 přestoupil z FK Senica do FC Spartak Trnava, kde podepsal dvouletou smlouvu.

### Stal Stalowa Wola
18. února 2022 se stal hráčem třetiligového týmu Stal Stalowa Wola, v jehož dresu debutoval 12. března v zápase proti Wisloce Dębica. V tomto utkání vstřelil svůj premiérový gól za klub a byl také napomínán červenou kartou. Do konce sezony 2021/2022 nastoupil za Stalowou Wolu ještě osmkrát.

## Reprezentační kariéra
Hladík je bývalým mládežnickým reprezentantem. Nastupoval za výběry do 17 a 19 let.